# Christian Meier (kolarz)
Christian Meier (ur. 21 lutego 1985 w Susseksie) – kanadyjski kolarz szosowy.
Meier jest synem niemieckich restauratorów, którzy osiedlili się w Kanadzie i uczęszczał do Sussex Regional High School W 2012 roku ścigał się w Orica-GreenEDGE, rywalizując w Giro d’Italia osiągając w nim najlepsze 15. miejsce na 11 etapie. W swojej karierze przejechał wszystkie trzy Wielkie Toury, ostatni to Tour de France 2014.
W marcu 2015 roku Meier wraz ze swoją żoną Amber otworzył La Fabrica Girona, kawiarnię w ich europejskim domu w Gironie w Hiszpanii. W następnym roku otworzyli w pobliżu drugą kawiarnię Espresso Mafia.

## Najważniejsze osiągnięcia
2007
- 1. miejsce w  Mistrzostwach Kanady U-23 w jeździe indywidualnej na czas
- 2. miejsce w Vuelta a Chihuahua
- 2. miejsce w Vuelta a El Salvador
- 7. miejsce w Liège–Bastogne–Liège U-23

2008
- 1. miejsce w  Mistrzostwach Kanady w jeździe indywidualnej na czas

2009
- 2. miejsce w Mistrzostwach Kanady w jeździe indywidualnej na czas

2010
- 1. miejsce w  Sprints classification Vuelta al País Vasco
- 7. miejsce w Tour of Britain
- 10. miejsce w Giro del Veneto

2011
- 2. miejsce w Mistrzostwach Kanady w jeździe indywidualnej na czas
- 8. miejsce w Vuelta a Asturias

2012
- 2. miejsce w Mistrzostwach Kanady w jeździe indywidualnej na czas
- 3. miejsce w Tour de Beauce
- 5. miejsce w Japan Cup

2013
- Volta a Catalunya
  - 1. miejsce w  klasyfikacji sprinterskiej
  - 1. miejsce w  specjalnej klasyfikacji sprinterskiej
- 2. miejsce w Mistrzostwach Kanady w jeździe indywidualnej na czas
- 3. miejsce w Tour de Beauce

2014
- 1. miejsce w klasyfikacji górskiej Bayern Rundfahrt
- 3. miejsce w Mistrzostwach Kanady w wyścigu ze startu wspólnego

2015
- 3. miejsce w Mistrzostwach Kanady w jeździe indywidualnej na czas